# Rommershausen
Rommershausen ist ein Stadtteil der nordhessischen Stadt Schwalmstadt im Schwalm-Eder-Kreis.

## Geographische Lage
Rommershausen liegt an einer Flussschleife der Schwalm. Im Zentrum des Ortes befindet sich die Kirche mit ummauerten Kirchhof. Der Ort wird geprägt vom sich am nördlichen Ortsrand befindenden Schloss Rommershausen mit angrenzendem Park. Im Westen zwischen Dorfstraße und Mühlgraben befindet sich der zugehörige Wirtschaftshof mit Mühle. Im Südwesten befindet sich ein weiterer Gutshof.
Rommershausen ist von Treysa kommend über die Landesstraße 3145 nach Allendorf am Abzweig nach Dittershausen über die Kreisstraße 103 erreichbar.

## Geschichte

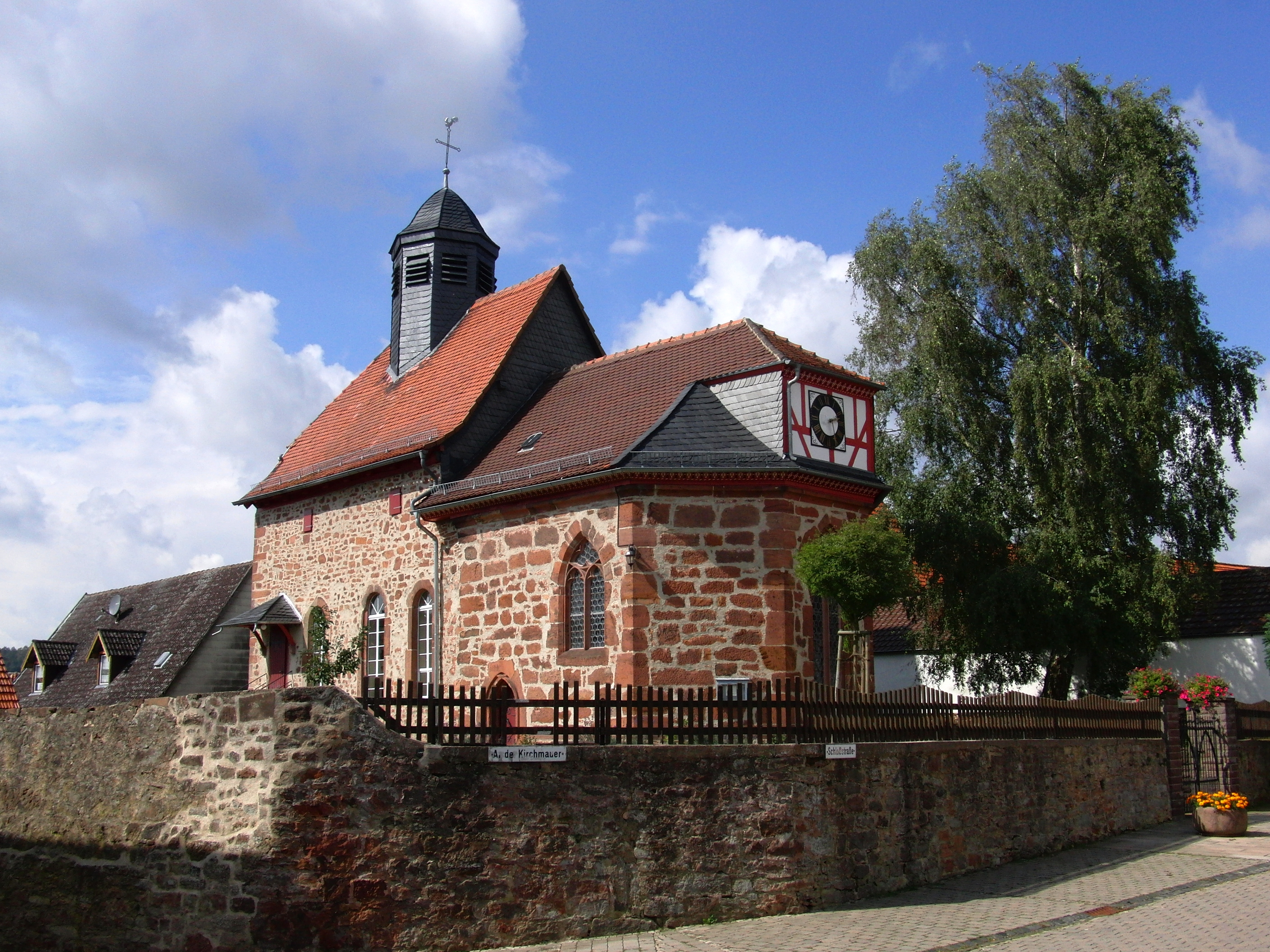
Die Dorfkirche von Südosten aus gesehen

### Ortsgeschichte
Die älteste bekannte schriftliche Erwähnung von Rommershausen erfolgte unter dem Namen de Rumershusen in einem Güteregister des Klosters Haina und wird in die Zeit 1205–1216 datiert. In historischen Dokumenten ist der Ort in der Folgezeit unter folgenden Ortsnamen belegt (in Klammern das Jahr der Erwähnung): Romershusen (1243), Rumershusen (1266/1365) und Rommershusen (1585).
Im Jahr 1311 bestätigte Graf Johann I. von Ziegenhain, dass Ludwig von Gleimenhain dem Kloster Immichenhain mit seiner Tochter zugleich zwei Höfe zu Rommershausen, welche vormals ein befestigter Wirtschaftshof gewesen und Superior Curtis genannt wurden, geschenkt habe. Ein gräflich-ziegenhainisches Gut in Rommershausen zahlte von 1360 bis 1367 einen Zins an den Küchenmeister im Schloss Ziegenhain. 1368 verpfändete Graf Gottfried VIII. von Ziegenhain die Dörfer Rommershausen und Dittershausen und die Wüstung Breitenbach für 640 gute kleine Goldgulden an die Herren von Urff. Im Jahre 1448 erfolgte die Auslösung dieser Pfandschaft. Seitdem gehörte Rommershausen wieder mit allen Rechten und Zubehör zur Grafschaft Ziegenhain und nach dem Tod des letzten Grafen, Johann II., im Jahre 1450 zum nunmehr landgräflich-hessischen Amt Ziegenhain.
1501 verschrieb ein Johann Krengel zu Rommershausen dem Klaus Ronen, Schultheiß zu Treysa, eine jährliche Gülte aus seinem Hof und einem Gut zu Rommershausen; Klaus Ronen verschrieb diese Güter an das Kloster Haina. Im Jahre 1516 belehnte der hessische Landgraf Philipp I. Johann Krengel mit dessen von den Schenck zu Schweinsberg erkauften Gütern. 1532 verpfändete der Wäppner Georg Krengel Einkünfte aus seinem freien Hof zu Rommershausen. Landgraf Philipp I. übertrug 1535 seinem Rat Reichart Rinck den bislang verpfändeten Hainaer Hof in Rommershausen, den dieser einlöste und übernahm. Darüber hinaus verfügten 1569 ein Heinrich Neinder und die Herren Rau von Holzhausen über freie Höfe in Rommershausen.
Ab 1644 war Rommershausen einschließlich der Niederen Gerichtsbarkeit landgräfliches und erbliches Mannlehen des Geheimen Rats und Hofmarschalls Jakob von Hoff, nach dem Aussterben seiner männlichen Nachkommen 1734 Lehen derer von Hattenbach, von Schwertzell und von Boyneburg. Die Hohe Gerichtsbarkeit verblieb beim Landesherrn. Ebenfalls 1644 gelangte der Rinksche Hof in den Besitz des Jakob von Hoff. Nach dem Aussterben derer von Hoff ging dieser Hof 1734 ebenso an deren Erben, die Herren von Hattenbach, von Schwertzell und von Boyneburg.  1782 umfasste dieser frei-adelige Hof (Rinksche Hof) 252 Kasseler Acker Land, ca. 170 Acker Wiesen, ca. 16 Acker Garten, ca. 107 Acker Land. Hinzu kam die an der Schwalm gelegene Dorfmühle. 1807 erfolgte die Aufhebung der Patrimonialgerichtsbarkeit im Ort.
1895 umfasste das ehemalige Rittergut Rommershausen der Schwertzell von Willingshausen 138 Hektar, davon 76 Hektar Acker, 34 Hektar Wiesen, 2 Hektar Hute und 24 Hektar Wald.
Hessische Gebietsreform (1970–1977)
Im Zuge der Gebietsreform in Hessen fusionierten zum 31. Dezember 1970 die beiden Städte Treysa und Ziegenhain mit den umliegenden bis dahin selbständigen Gemeinden Ascherode, Florshain, Frankenhain, Niedergrenzebach, Rommershausen und Trutzhain auf freiwilliger Basis zur neuen Stadt Schwalmstadt. Dadurch wurde Rommershausen ein Stadtteil von Schwalmstadt. Für die ehemals eigenständigen Städte und Gemeinden von Schwalmstadt wurde je ein Ortsbezirk mit Ortsbeirat und Ortsvorsteher nach der Hessischen Gemeindeordnung gebildet.

### Verwaltungsgeschichte im Überblick
Die folgende Liste zeigt die Staaten und Verwaltungseinheiten, denen Rommershausen angehört(e):
- vor 1450: Heiliges Römisches Reich, Grafschaft Ziegenhain (Gericht auf den Wasen)
- ab 1450: Heiliges Römisches Reich, Landgrafschaft Hessen, Amt Ziegenhain
- ab 1567: Heiliges Römisches Reich, Landgrafschaft Hessen-Kassel, Amt Ziegenhain[8]
- 1623–1626: Heiliges Römisches Reich, Landgrafschaft Hessen-Darmstadt (Pfandschaft), Amt Ziegenhain
- ab 1806: Landgrafschaft Hessen, Grafschaft Ziegenhain, Amt Ziegenhain
- 1807–1813: Königreich Westphalen, Departement der Werra, Distrikt Hersfeld, Kanton Ziegenhain
- ab 1814: Kurfürstentum Hessen, Grafschaft Ziegenhain, Amt Ziegenhain[9]
- ab 1821/22: Kurfürstentum Hessen, Provinz Oberhessen, Kreis Ziegenhain[10][Anm. 2]
- ab 1848: Kurfürstentum Hessen, Bezirk Fritzlar
- ab 1851: Kurfürstentum Hessen, Provinz Oberhessen, Kreis Ziegenhain
- ab 1867: Königreich Preußen, Provinz Hessen-Nassau, Regierungsbezirk Kassel, Kreis Ziegenhain
- ab 1871: Deutsches Reich, Königreich Preußen, Provinz Hessen-Nassau, Regierungsbezirk Kassel, Kreis Ziegenhain
- ab 1918: Deutsches Reich, Freistaat Preußen, Provinz Hessen-Nassau, Regierungsbezirk Kassel, Kreis Ziegenhain
- ab 1944: Deutsches Reich, Freistaat Preußen, Provinz Kurhessen, Landkreis Ziegenhain
- ab 1945: Deutsches Reich, Amerikanische Besatzungszone,[Anm. 3] Groß-Hessen, Regierungsbezirk Kassel, Landkreis Ziegenhain
- ab 1946: Deutsches Reich, Amerikanische Besatzungszone, Hessen, Regierungsbezirk Kassel, Landkreis Ziegenhain
- ab 1949: Bundesrepublik Deutschland, Hessen, Regierungsbezirk Kassel, Landkreis Ziegenhain
- ab 1971: Bundesrepublik Deutschland, Hessen, Regierungsbezirk Kassel, Landkreis Ziegenhain, Stadt Schwalmstadt
- ab 1974: Bundesrepublik Deutschland, Hessen, Regierungsbezirk Kassel, Schwalm-Eder-Kreis, Stadt Schwalmstadt

### Mühle
Im Jahre 1782 wird ein Müller erwähnt. 1789 hatte die an der Schwalm gelegene zum frei-adeligen Hof gehörende Wassermühle zwei Mahlwerke, einen Schlag- und einen unterschlächtigen Schneidegang.

### Rommershäuser Meteorit
Im Jahr 1916, am 3. April schlug um 15:30 Uhr, Augenzeugen berichten von einem Donnerschlag und Rauchwolken, im Interessentenwald von Rommershausen ein 63 kg schwerer Eisenmeteorit ein.

## Bevölkerung

### Einwohnerstruktur 2011
Nach den Erhebungen des Zensus 2011 lebten am Stichtag, dem 9. Mai 2011, in Rommershausen 480 Einwohner. Darunter waren 3 (0,6 %) Ausländer.
Nach dem Lebensalter waren 108 Einwohner unter 18 Jahren, 183 zwischen 18 und 49, 93 zwischen 50 und 64 und 96 Einwohner waren älter. Die Einwohner lebten in 192 Haushalten. Davon waren 54 Singlehaushalte, 54 Paare ohne Kinder und 69 Paare mit Kindern, sowie 12 Alleinerziehende und 3 Wohngemeinschaften. In 42 Haushalten lebten ausschließlich Senioren und in 120 Haushaltungen lebten keine Senioren.

### Einwohnerentwicklung
| Quelle: Historisches Ortslexikon |                               |
| • 1502:                          | 14 Männer.                    |
| • 1585:                          | 20 Hausgesesse                |
| • 1639:                          | 13 Männer, 2 Witwen           |
| • 1681:                          | 16 Hausgesesse                |
| • 1747:                          | 22 Wohnhäuser, 223 Einwohner. |

| Rommershausen: Einwohnerzahlen von 1834 bis 2024 | Rommershausen: Einwohnerzahlen von 1834 bis 2024 | Rommershausen: Einwohnerzahlen von 1834 bis 2024 | Rommershausen: Einwohnerzahlen von 1834 bis 2024 | Rommershausen: Einwohnerzahlen von 1834 bis 2024 |
| --- | ------------------------------------------------ | ------------------------------------------------ | ------------------------------------------------ | ------------------------------------------------ |
| Jahr |                                                  |                                                  |                                                  | Einwohner                                        |
| 1834 | 1834                                             |                                                  | 401                                              | 401                                              |
| 1840 | 1840                                             |                                                  | 428                                              | 428                                              |
| 1846 | 1846                                             |                                                  | 446                                              | 446                                              |
| 1852 | 1852                                             |                                                  | 415                                              | 415                                              |
| 1858 | 1858                                             |                                                  | 370                                              | 370                                              |
| 1864 | 1864                                             |                                                  | 390                                              | 390                                              |
| 1871 | 1871                                             |                                                  | 327                                              | 327                                              |
| 1875 | 1875                                             |                                                  | 303                                              | 303                                              |
| 1885 | 1885                                             |                                                  | 284                                              | 284                                              |
| 1895 | 1895                                             |                                                  | 265                                              | 265                                              |
| 1905 | 1905                                             |                                                  | 347                                              | 347                                              |
| 1910 | 1910                                             |                                                  | 337                                              | 337                                              |
| 1925 | 1925                                             |                                                  | 329                                              | 329                                              |
| 1939 | 1939                                             |                                                  | 374                                              | 374                                              |
| 1946 | 1946                                             |                                                  | 558                                              | 558                                              |
| 1950 | 1950                                             |                                                  | 550                                              | 550                                              |
| 1956 | 1956                                             |                                                  | 493                                              | 493                                              |
| 1961 | 1961                                             |                                                  | 469                                              | 469                                              |
| 1967 | 1967                                             |                                                  | 425                                              | 425                                              |
| 1980 | 1980                                             |                                                  | ?                                                | ?                                                |
| 1990 | 1990                                             |                                                  | ?                                                | ?                                                |
| 2000 | 2000                                             |                                                  | ?                                                | ?                                                |
| 2011 | 2011                                             |                                                  | 480                                              | 480                                              |
| 2016 | 2016                                             |                                                  | 447                                              | 447                                              |
| 2021 | 2021                                             |                                                  | 457                                              | 457                                              |
| 2024 | 2024                                             |                                                  | 438                                              | 438                                              |
| Datenquelle: Historisches Gemeindeverzeichnis für Hessen: Die Bevölkerung der Gemeinden 1834 bis 1967. Wiesbaden: Hessisches Statistisches Landesamt, 1968. Weitere Quellen: LAGIS; Stadt Schwalmstadt; Zensus 2011 |                                                  |                                                  |                                                  |                                                  |

### Historische Erwerbstätigkeit
| Quelle: Historisches Ortslexikon | |
| • 1782:                          | ein Schmied, ein Leineweber, zwei Branntweinbrenner und -schenken, ein Müller, zwei Lohnschäfer, ein Tagelöhner, vier Tagelöhnerinnen. |
| • 1838:                          | Familien: 22 Ackerbau, 14 Gewerbe, 26 Tagelöhner.                                                                                      |
| • 1961:                          | Erwerbspersonen: 86 Land- und Forstwirtschaft, 84 produzierendes Gewerbe, 35 Handel und Verkehr, 18 Dienstleistungen und Sonstiges     |

### Historische Religionszugehörigkeit
| Quelle: Historisches Ortslexikon |                                                                   |
| • 1861:                          | 364 evangelisch-reformierte Einwohner                             |
| • 1885:                          | 251 evangelische (= 98,43 %), 4 katholische (= 1,57 %) Einwohner  |
| • 1961:                          | 422 evangelische (= 89,98 %), 31 katholische (= 6,61 %) Einwohner |

## Politik
Für Rommershausen besteht ein Ortsbezirk (Gebiete der ehemaligen Gemeinde Rommershausen) mit Ortsbeirat und Ortsvorsteher nach der Hessischen Gemeindeordnung.
Der Ortsbeirat besteht aus fünf Mitgliedern. Bei den Kommunalwahlen in Hessen 2021 betrug die Wahlbeteiligung zum Ortsbeirat 63,69 %. Alle Kandidaten gehörten der „Bürgerlist Rommershausen“ an. Der Ortsbeirat wählte Anne Willer zur Ortsvorsteherin.

## Kultur und Sehenswürdigkeiten

### Schloss Rommershausen
Das Schloss Rommershausen wurde in den Jahren 1539 bis 1549 anstelle einer im 13. Jahrhundert erbauten Burg errichtet. Es handelt sich um eine lockere dreiflügelige Anlage mit Fachwerkobergeschossen, die von einer umlaufenden Mauer mit anschließenden Park im englischen Stil umgeben ist. Um 1672 wurde die Schlossanlage um einen Westbau erweitert.

### Kirche
1420 wurde die Kirche erstmals urkundlich erwähnt. Nach dem Dreißigjährigen Krieg wurde sie durch den hessischen Hofmarschall Jakob von Hoff neu errichtet. Das alte Patronatswappen und der ehemalige Patronatssitz, welcher im Volksmund heute noch respektlos „Käfig“ genannt wird, zeugen von dem alten Kirchenrecht. Die vorhandene Grabplatte der Margarete Rink, Gemahlin des landgräflichen Rats Reichart Rinck, erinnert zudem an die Erbauer des Schlosses.
Seit 1984 sind Dittershausen und Rommershausen zu einem Kirchspiel verbunden. Über den „Kirchsteg“ einer Fußgängerbrücke kommen die Dittershäuser zum sonntäglichen Gottesdienst, der bis heute in Rommershausen stattfindet.

## Persönlichkeiten
- Wilhelm Iffland (1821–1890), Notar und Mitglied des Kurhessischen Kommunallandtags